# Yushu (Jilin)
Yushu (simplificado: 榆树; Pinyin: Yúshù) é uma cidade na província de Jilin, no nordeste da China. Ela é um concelho de nível cidade de Changchun. O nome do local significa: "árvore Ulmeiro".
Yushu é famosa pela sua agricultura.